# Campionato rumeno di calcio 1924-1925
Il Campionato Nazionale 1924-1925 è stata la 13ª edizione del campionato rumeno di calcio. La fase finale è stata disputata tra luglio e agosto 1925 e si concluse con la vittoria finale del Chinezul Timișoara, al quarto titolo consecutivo.

## Formula
Le squadre vennero suddivise in gironi regionali, con le vincitrici ammesse alle finali nazionali disputate ad eliminazione diretta. Rispetto all'anno precedente il numero dei gironi passò da nove a dieci con la creazione del girone di Craiova. Quattro squadre disputarono il preliminare per entrare nel tabellone principale.

## Partecipanti
| Regione   | Squadra               |
| Arad      | UCAS Petroșani        |
| Brașov    | Brașovia Brașov       |
| Bucarest  | Venus București       |
| Cernăuți  | Jahn Cernăuți         |
| Chișinău  | Fulgerul CFR Chișinău |
| Cluj      | Universitatea Cluj    |
| Craiova   | Oltul Slatina         |
| Oradea    | Clubul Atletic Oradea |
| Sibiu     | Șoimii Sibiu          |
| Timișoara | Chinezul Timișoara    |

## Fase finale
Il turno preliminare per accedere al tabellone finale fu disputato il 5 luglio 1925. Il Jahn Cernăuți vinse l'incontro 3-0 a tavolino per mancata presentazione dell'avversario.
| Squadra 1     | Risultato | Squadra 2             |
| ------------- | --------- | --------------------- |
| Jahn Cernăuți | 3 - 0     | Șoimii Sibiu          |
| Oltul Slatina | 0 - 2     | Fulgerul CFR Chișinău |

### Quarti di finale
Gli incontri vennero disputati tra il 5 e il 26 luglio 1925. L'incontro Jahn Cernăuți-Fulgerul CFR Chișinău terminato 1-2 fu annullato e la squadra di Chișinău fu squalificata. Venne così riammessa l'Oltul Slatina, sconfitta nei preliminari.
| Squadra 1          | Risultato | Squadra 2             |
| ------------------ | --------- | --------------------- |
| Venus Bucarest     | 0 - 3     | Chinezul Timișoara    |
| Universitatea Cluj | 0 - 2     | UCAS Petroșani        |
| Jahn Cernăuți      | 4 - 0     | Oltul Slatina         |
| Brașovia Brașov    | 2 - 1     | Clubul Atletic Oradea |

### Semifinali
Gli incontri vennero disputati il 26 luglio e il 2 agosto 1925.
| Squadra 1          | Risultato | Squadra 2       |
| ------------------ | --------- | --------------- |
| Chinezul Timișoara | 3 - 0     | Brașovia Brașov |
| UCAS Petroșani     | 3 - 1     | Jahn Cernăuți   |

### Finale
La finale fu disputata il 9 agosto 1925 ad Arad.
| Squadra 1          | Risultato | Squadra 2      |
| ------------------ | --------- | -------------- |
| Chinezul Timișoara | 5 - 1     | UCAS Petroșani |

## Verdetti
- Chinezul Timișoara Campione di Romania 1924-25.